# The Sun Ain’t Gonna Shine (Anymore)
The Sun Ain’t Gonna Shine (Anymore) – piosenka napisana przez Boba Crewe i Boba Gaudio. Została zrealizowana jako singel Frankiego Valli w 1965 roku, ale największą popularnością cieszyła się wersja tego utworu nagrana przez grupę muzyczną The Walker Brothers w 1966.

## CoverCher
W sierpniu 1996 ukazała się wersja utworu w wykonaniu amerykańskiej piosenkarki pop – Cher. Nagranie znalazło się na albumie It’s a Man’s World i ma długość 5:13 minut.

## Cover zespołuKeane
21 kwietnia 2005 oryginalny utwór został powtórnie nagrany przez brytyjskie trio rockowe Keane. Utwór został zrealizowany w Holiocentric Studios w Rye, we Wschodnim Sussexie.

### Edycja
- Długość utworu: 3:31 minut
- Gatunek: Piano rock
- Format wydania: 7" (winyl) i wersja do ściągnięcia na iTunes Store.

### Utwory
- "The Sun Ain’t Gonna Shine Anymore"
- "Your Eyes Open" (Mo Mental Remix)